# 벤 조브리스트
벤저민 토머스 조브리스트(영어: Benjamin Thomas Zobrist, 1981년 5월 26일 ~)는 메이저 리그 베이스볼 시카고 컵스의 2루수와 외야수로 활약하는 미국의 프로 야구 선수이자 팀 딜러드의 포스트시즌 프리게임 쇼에 겸임 공헌자이다.  조브리스트는 이전에 자신의 첫 메이저 리그 베이스볼 경력과 자신 경력의 다수를 보낸 탬파베이 데블레이스/레이스와 잠시 오클랜드 애슬레틱스, 캔자스시티 로열스를 위하여 활약하였다.  조브리스트는 3개의 월드 시리즈에서 활약하였으며 마지막 2개를 우승하여 로열스(2015년)와 컵스(2016년)와 함께 연속적 시즌에서 2회의 월드 시리즈 챔피언이 되었다.  조브리스트는 2016년 월드 시리즈의 MVP였다.  그는 다른 팀들에 연속적인 월드 시리즈를 우승하는 데 메이저 리그 베이스볼 역사상 7명의 선수들 중 하나였으며, 다른 6명은 제이크 피비, 잭 모리스, 빌 스코우런, 클렘 래바인, 돈 굴렛과 라이언 서리엇이다.
높은 4구에 의한 출루율과 함께 만능의 방어자와 양손 타자인 그는 2루에서 자신의 절반 이닝을 거칠게 활약하고, 또한 유격수와 다양한 외야수 포지션들에서 의미있는 시간을 보내기도 하였다.

## 어린 시절
일리노이주 유레카에서 리버티 성경 교회의 고참 목사인 톰 조브리스트와 신시아 칼리에게 태어나 자라왔다.
조브리스트는 8세때 야구를 하기 시작하였고, 그와 그의 친구들은 그의 집 뒤에 있는 그들 소유의 야구 필드를 지었다.  유레카 고등학교에서 수학하며 2001년에 졸업하였다.  그가 졸업할 무렵 아무 프로 스카우트 혹은 대학 모집자들이 그를 숙고하지 않은 후, 조브리스트는 야구가 그에게 끝났다고 생각하였다.  그는 미주리주 캔자스시티에 있는 캘버리 성경 대학교에 수학하는 데 계획을 세웠으나 그의 고등학교 코치는 페오리아에서 해마다 열린 여름 이벤트에서 참가하는 데 50 달러를 쓰는 데 그에게 용기를 주었다.  그는 진열 경기에서 활약하고, 자신이 받아들여진 올리벳 내저린 대학교에서 대학 야구를 하는 데 제공되었다.  대학 시절에 그는 투수를 맡고, 또한 유격수와 2루수에 활약하기도 하였다.  2002년 그는 전CCAC와 전지방 VII 퍼스트 팀 둘다에 임명되고, NAIA 명예 진술 올아메리카 지위를 받았다.  2003년 그는 "올해의 시카고랜드 대학 스포츠 대회의 선수", "전지방 VII 퍼스트 팀"과 "NAIA 올아메리카 퍼스트 팀"으로 임명되었다.  그는 자신의 시니어 해를 위하여 댈러스 침례 대학교로 옮겨 유격수로 활약하며 .590의 장타율과 378 점을 타구하였다.

## 야구 경력
조브리스트는 2003년 위스콘신주 워소에서 여름 대학 노스우즈 리그의 위스콘신 우드척스를 위하여 활약하였다.  그는 팀의 MVP로 임명되고, 자신의 팀을 리그 챔피언십으로 이끌었다.

### 탬파베이 데블레이스/레이스
조브리스트는 2004년 메이저 리그 베이스볼의 6번째 라운드에서 유격수로서 휴스턴 애스트로스에 의하여 드래프트되었다.  오른손 잡이 투수 미치 탤봇과 함께 조브리스트는 2006년 6월 12일 1루수이자 지명 타자 오브리 허프와 돈의 숙고를 위하여 탬파베이 데블레이스로 이적되었다.
조브리스트는 8월 1일 데블레이스와 자신의 메이저 리그 데뷔를 이루었다.  그는 데블레이스와 자신의 첫 2개의 시즌에서 독점적으로 유격수를 맡았다.
조브리스트는 레이스와 함께 2006년과 2007년 시즌의 일부들을 통하여 분투하였다.  하루는 그는 학생들을 찾는 타격 코치를 만났다.  스윙 코치가 조브리스트를 도울 수 있었고, 그 일은 2008년 시즌 동안 레이스에 증거였다.

#### 2008년 시즌
대부분의 일부를 위하여 조브리스트는 2008년 시즌 동안 우익수와 백업 유격수로서 이용되었다.  5번째 내야수가 필요했던 확실한 상황들에서 조브리스트 혹은 멜빈 업턴 주니어(전 내야수)가 시즌 동안 외야수로부터 옮겨지려고 했다.  그는 2008년 레이스와 함께 선수로서 자신의 첫 월드 시리즈로 갔다.  그의 만능은 그가 우익수를 맡는 데 더블 스위치의 일부로서 왔을 때 내셔널 리그 챔피언 필라델피아 필리스를 상대로 2008년 월드 시리즈의 3번째 경기가 열리는 동안 진열되었다.

#### 2009년 시즌

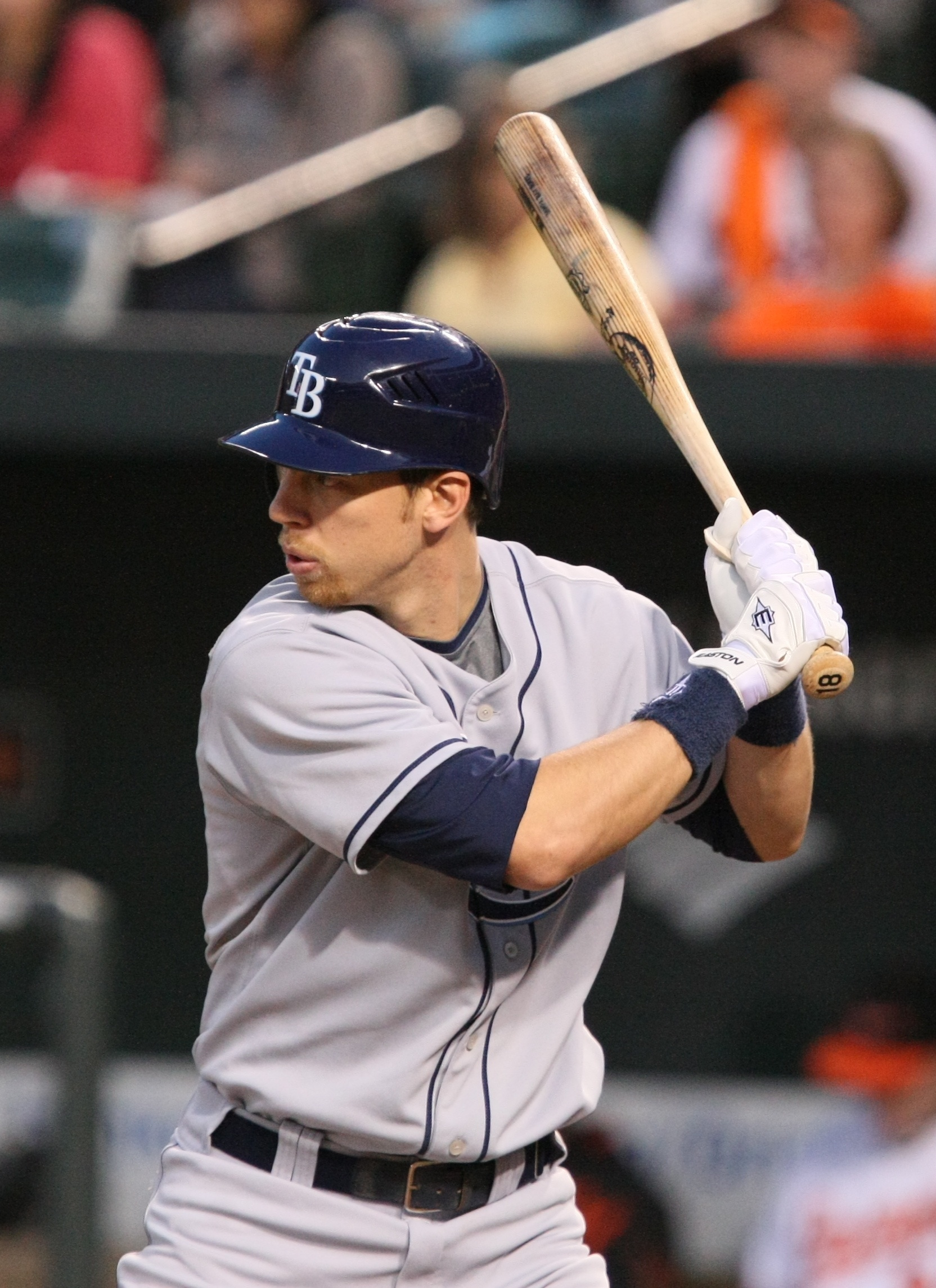
2009년 탬파베이 레이스를 위하여 타구하는 조브리스트

조브리스트는 2009년 시즌의 출발을 위하여 우익수에 놓였고, 동료 선수 이와무라 아키노리가 부상을 당한 후, 출발 2루수로 만들어졌다.  2009년에 조브리스트는 3개의 그랜드 슬램을 치고, 장타율에서 리그를 이끄는 선수들 중에 있었다.  그는 세인트루이스에서 열린 자신의 첫 올스타 경기로 출연을 얻었다.  미국야구기자협회의 탬파베이 집회는 그에게 2009년을 위한 레이스의 MVP로 임명하였다.
조브리스트는 앨버트 푸홀스의 8.4 점의 WAR에 앞서 8.6 점과 함께 위의 대체를 위하여 2009년 메이저 리그에서 전부의 타자들을 이끌었다.

#### 2010년 시즌
2010년 4월 23일 조브리스트와 레이스는 3천만 달러 가치의 가능성 있는 거래인 2014년과 2015년을 위한 팀의 선택과 함께 2013년 시즌을 통하여 3년 계약 확장으로 동의하였다.  그해 조브리스트는 .353의 장타율과 함께 .238 점을 타구하였다.

#### 2011년 시즌
2011년 4월 28일 조브리스트는 미네소타 트윈스에 15 대 3의 패주에서 탬파베이 레이스의 8개 타점 기록을 수집하였다.  이전에 비가 내려 방해된 경기를 위하여 이루는 데 하루 동안 열린 또다른 경기에서 조브리스트는 2개의 또다른 득점에서 몰아내어 그 날을 위하여 총 10개의 타점을 이루었다.
조브리스트는 MVP 저스틴 벌랜더와 MVP 준우승 저코비 엘즈버리에 앞서 8.8 점과 함께 WAR에서 아메리칸 리그를 이끌었다.

#### 2012년 시즌
2012년 시즌 동안 조브리스트의 실력들은 다수의 포지션에 이용되었다.  그는 유격수에서 47개의 경기를 활약하여 자신의 신인 시즌 이래 가장 많은 경기였다.  그는 또한 외야수와 2루수로서 이용되기도 하였다.
조브리스트는 20개의 홈런과 한해를 끝내 정렬에서 2번째로 성취를 이루었다.

#### 2013년 시즌
2013년 4월 8일 조브리스트는 조 네이선의 300번째 경력 세이브로 이끈 논쟁의 소집에 스트라이크아웃의 희생자가 되었다.  그는 자신 경력의 2번째로 올스타에 임명되었다.  그는 2009년 이래 자신 최고의 .275 타구 평균과 함께 2013년 시즌을 끝냈다.

#### 2014년 시즌
2014년 9월 10일 조브리스트는 양키 스타디움에서 뉴욕 양키스를 상대로 자신의 1,000번째 경력 안타를 기록하였다.

### 오클랜드 애슬레틱스
2015년 1월 10일 조브리스트는 존 제이소, 대니얼 로버트슨과 부그 파월을 위한 교환에서 동료 선수 유넬 에스코바르와 함께 오클랜드 애슬레틱스로 이적되었다.  애슬레틱스와 오프닝 데이에 조브리스트는 자신의 첫 타석에 2개의 득점 홈런을 쳤다.  4월 25일 그 일은 조브리스트가 그의 왼쪽 무릎에 연골이 찢어진 것으로 드러나 그를 15일간 장애자 명단에 놓았다.  무릎은 수술을 받아야 하여 조브리스트를 4 ~ 6주간 활동하지 못하게 하였다.

### 캔자스시티 로열스

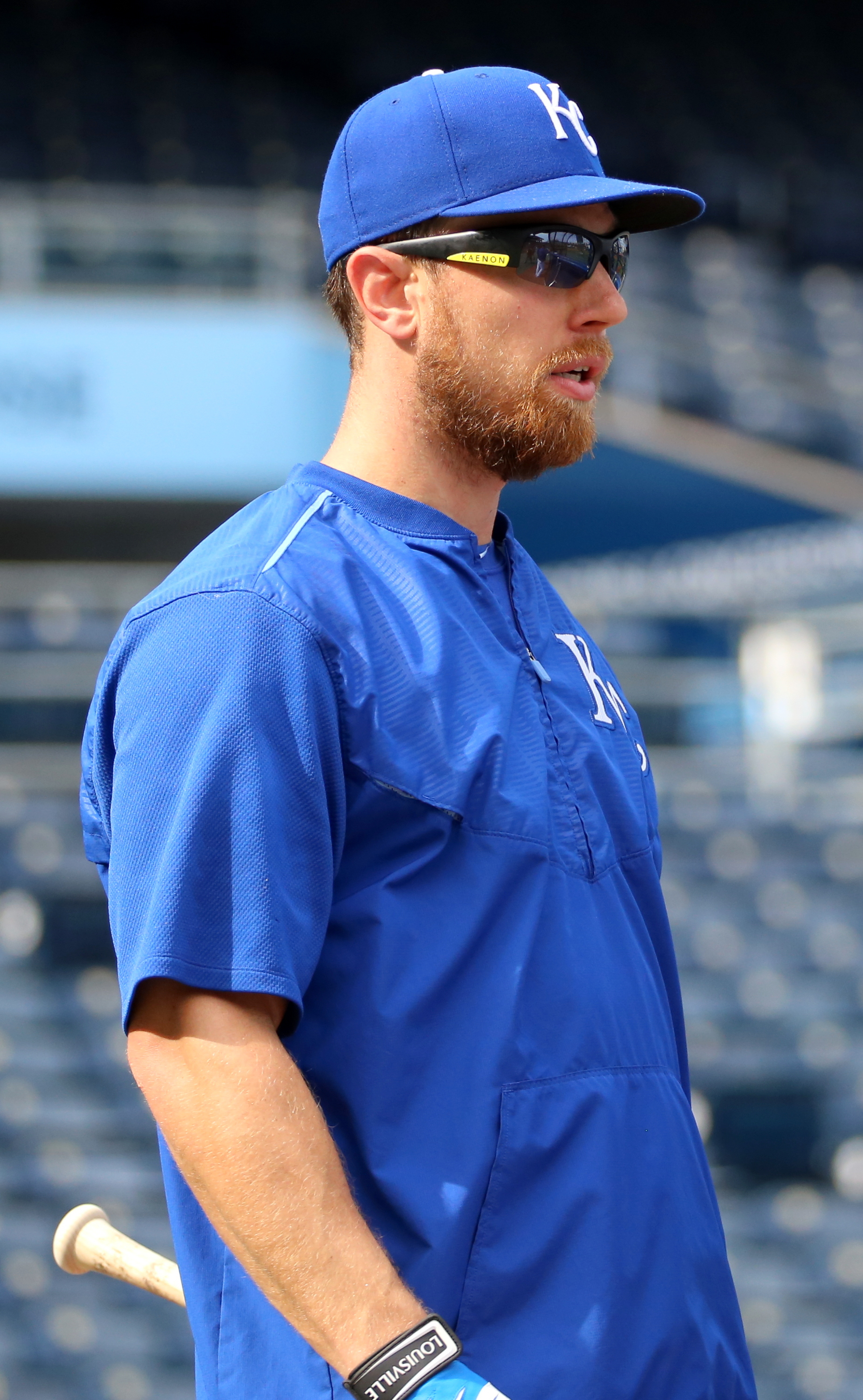
캔자스시티 로열스와 함께 (2015년)

2015년 7월 28일 조브리스트는 숀 매니아와 에런 브룩스를 위하여 캔자스시티 로열스로 이적되었다.  그는 로열스를 위하여 정규 시즌에서 59개의 경기를 활약하고, 7개의 홈런, 37개의 매긴 득점과 23개의 타점과 함께 .284의 타구 평균과 시즌을 끝냈다.
로열스는 아메리칸 리그 중부 디비전을 이기고, 5개의 경기 전부에서 조브리스트가 출발하면서 아메리칸 리그 디비전 시리즈에서 애스트로스를 상대하였다.  로열스는 아메리칸 리그 챔피언이 되는 데 6개의 경기에서 토론토 블루제이스를 꺾은 후, 2015년 월드 시리즈로 진출하였다.  로열스는 열린 5개의 경기 중 4개에서 뉴욕 메츠를 꺾은 후, 월드 시리즈를 우승하였다.  조브리스트는 2015년 로열스의 포스트시즌의 모든 경기에서 2루수를 맡았다.  그는 66개의 타석, 15개의 매긴 득점, 12개의 홈런과 6개의 타점과 함께 2015년 포스트시즌에서 .303 점을 타구하였다.

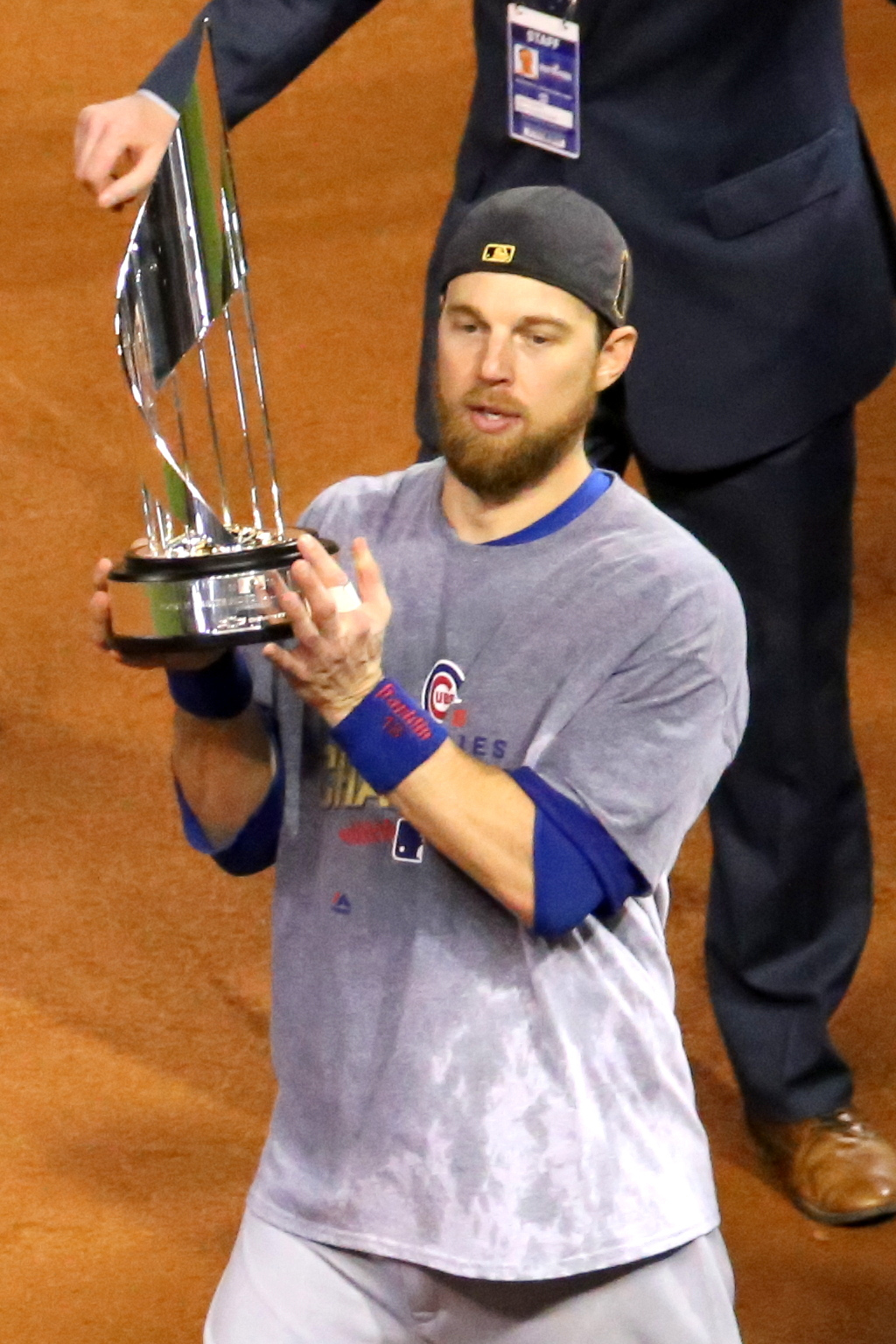
2016년 월드 시리즈 MVP 상을 들어올리는 조브리스트

### 시카고 컵스
12월 8일 조브리스트는 시카고 컵스와 4년, 5천 6백만 달러의 계약으로 동의하였다.  계약은 자신이 탬파베이 레이스의 일원이었을 때 자신의 감독이었던 조 매든과 그를 재결합시켰다.  2016년 그는 .272/.386/.446 점을 타구하고, 1.17에서 스트라이크아웃에 4구에 의한 출루에서 메이저 리그를 이끌었다.
샌프란시스코 자이언츠를 상대로 그해 내셔널 리그 디비전 시리즈의 4번째 경기에서 컵스가 2 대 1의 시리즈 선두를 가지면서 조브리스트는 9번째의 정상에서 첫 득점을 매기는 데 크리스 브라이언트에 몰아내었고, 후에 윌슨 콘트레라스에 의한 2개의 득점 1루타에 동점을 매겼다.  컵스는 그 이닝에 또다른 득점을 매겨 자신들을 내셔널 리그 챔피언십 시리즈로 보냈다.  2016년 월드 시리즈에서 컵스의 7번째 경기 승리에 이어 그는 월드 시리즈의 MVP로 임명되었다.
2017년 조브리스트는 159개의 경기에서 활약하여 .232/.318/.375 점을 타구하였다.  5개의 다른 포지션을 활약한 그는 3개만의 실책을 일으키고, .991의 수비율을 가졌다.  그는 2루에서 골드글러브 상을 위하여 디 스트레인지-고든과 우승자 D. J. 르매우 사이에 결승자였다.
2018년 그는 .305(경력 사상)/.378/.440 점을 타구하였다.

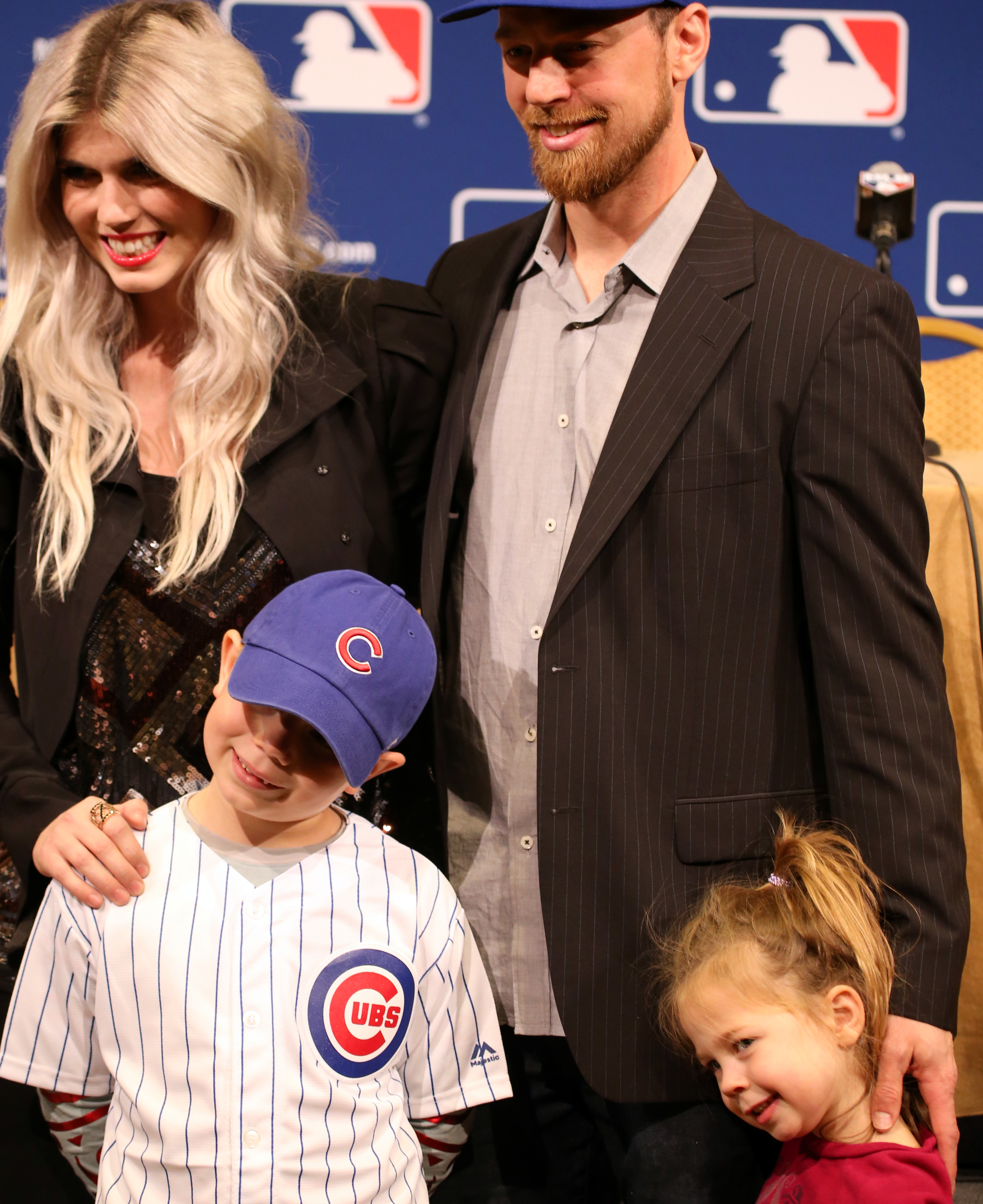
조브리스트와 그의 가족 (2015년)

## 개인 생활
조브리스트는 그의 부인이자 기독교 가수 줄리애나와 그들의 3명의 자식들과 함께 테네시주 프랭클린에 살고 있다.
조브리스트는 중앙 일리노이주에 있는 기독교 여름 캠프인 챔피언스 USA의 캠프를 위한 전 상담자이다.  그는 자신이 하나님께 전부 신임하는 자신 초기의 일생과 성공에 관하여 교회의 이벤트들에서 강연을 하는 편이다.  조브리스트는 가끔 자신의 기독교 신앙에 관하여 이야기하며 그가 야구를 해야했다는 것을 실현하는 데 하나님이 그를 도왔다고 말하였다.  그와 전 동료 선수 게이브 그로스는 어떻게 그들이 자신들의 동료 선수들과 성경 공부를 결성하였나에 대하여 이야기하였다.
2013년 영화 《Ring The Bell》에서 릭 수트클리프, 존 크룩, 마크 홀, 라이언 샤룬, 애실리 앤더슨 매카시와 케이시 본드와 더불어 조브리스트는 카메오 역할에서 자신을 맡았다.

## 연도별 타격 성적
| 연도      | 소속      | 경 기 | 타 석 | 타 수 | 득 점 | 안 타 | 2 루 타 | 3 루 타 | 홈 런 | 루 타 | 타 점 | 도 루 | 도루 실패 | 희생 번트 | 희생 플라이 | 볼 넷 | 고의 사구 | 死 구 | 삼 진 | 병 살 타 | 타 율 | 출 루 율 | 장 타 율 | O P S |
| --------- | --------- | ----- | ----- | ----- | ----- | ----- | ------- | ------- | ----- | ----- | ----- | ----- | --------- | --------- | ----------- | ----- | --------- | ----- | ----- | -------- | ----- | -------- | -------- | ----- |
| 2006년    | TB        | 52    | 198   | 183   | 10    | 41    | 6       | 2       | 2     | 57    | 18    | 2     | 3         | 2         | 3           | 10    | 1         | 0     | 26    | 2        | .224  | .260     | .311     | .572  |
| 2007년    | TB        | 31    | 105   | 97    | 8     | 15    | 2       | 0       | 1     | 20    | 9     | 2     | 0         | 2         | 2           | 3     | 0         | 1     | 21    | 1        | .155  | .184     | .206     | .391  |
| 2008년    | TB        | 62    | 227   | 198   | 32    | 50    | 10      | 2       | 12    | 100   | 30    | 3     | 0         | 0         | 2           | 25    | 1         | 2     | 37    | 4        | .253  | .339     | .505     | .844  |
| 2009년    | TB        | 152   | 599   | 501   | 91    | 149   | 28      | 7       | 27    | 272   | 91    | 17    | 6         | 1         | 4           | 91    | 4         | 2     | 104   | 7        | .297  | .405     | .543     | .948  |
| 2010년    | TB        | 151   | 655   | 541   | 77    | 129   | 28      | 2       | 10    | 191   | 75    | 24    | 3         | 7         | 12          | 92    | 1         | 3     | 107   | 10       | .238  | .346     | .353     | .699  |
| 2011년    | TB        | 156   | 674   | 588   | 99    | 158   | 46      | 6       | 20    | 276   | 91    | 19    | 6         | 2         | 5           | 77    | 1         | 2     | 128   | 9        | .269  | .353     | .469     | .822  |
| 2012년    | TB        | 157   | 668   | 560   | 88    | 151   | 39      | 7       | 20    | 264   | 74    | 14    | 9         | 2         | 6           | 97    | 7         | 3     | 103   | 13       | .270  | .377     | .471     | .848  |
| 2013년    | TB        | 157   | 698   | 612   | 77    | 168   | 36      | 3       | 12    | 246   | 71    | 11    | 3         | 1         | 6           | 72    | 4         | 7     | 91    | 18       | .275  | .354     | .402     | .756  |
| 2014년    | TB        | 146   | 654   | 570   | 83    | 155   | 33      | 3       | 10    | 225   | 52    | 10    | 5         | 2         | 6           | 75    | 4         | 1     | 84    | 8        | .272  | .354     | .395     | .749  |
| 통산：9년 | 통산：9년 | 1064  | 4478  | 3850  | 565   | 1016  | 229     | 32      | 114   | 1651  | 511   | 102   | 35        | 19        | 46          | 542   | 23        | 21    | 701   | 72       | .264  | .354     | .429     | .784  |

- 2014년 시즌 종료